# قلعه کوه سربیشه
بقایای قلعه کوه سربیشه مربوط به قرن ۶ تا ۹ ه.ق است و در شهرستان سربیشه، ۲ کیلومتری غرب شهر سربیشه واقع شده و این اثر در تاریخ ۸ بهمن ۱۳۸۵ با شمارهٔ ثبت ۱۷۰۶۵ به عنوان یکی از آثار ملی ایران به ثبت رسیده است.